# Bibb Falk
Pour les articles homonymes, voir Falk.
Bibb Falk, né le 27 janvier 1899 à Austin (Texas) aux États-Unis et décédé le 8 juin 1989, est un joueur américain de baseball évoluant en Ligue majeure de baseball de 1920 à 1931. Il devient ensuite entraîneur-chef des universitaires des Texas Longhorns.

## Carrière

### Joueur
Falk débute en ligues majeures le 17 septembre 1920 avec les Chicago White Sox puis passe chez les Cleveland Indians le 28 février 1929. Avec une moyenne au bâton en carrière de 0,314, Falk est un solide frappeur qui atteint la douzième place lors du vote du MVP de la saison 1926.

### Entraîneur
Devenu entraineur-assistant des Indians en 1933, Falk assure l'intérim au poste de manager des Cleveland Indians pendant un match le 10 juin 1933 dans l'attente de Walter Johnson, qui arrive à Cleveland le lendemain.
Il devient entraîneur-chef (on utilise plutôt le terme head-coach en universitaire et celui de manager en professionnel) de l'équipe universitaire des Texas Longhorn Athletics à l'Université du Texas à Austin. Il reste en poste de 1940 à 1942 puis de 1946 à 1967, remportant les College World Series en 1949 et 1950, avec un bilan de 486 victoires pour 176 défaites. Inauguré en 1975, le stade des Longhorms Disch-Falk Field porte les noms de deux anciens de ses entraîneurs : Billy Disch et Bibb Falk.